# Hans Georg Steiner
Hans Georg Steiner (* 27. August 1654 in Winterthur; † 26. September 1734 ebenda) war Baumwollfabrikant und Schultheiss der Stadt Winterthur.

## Leben
Hans Georg kam am 27. August 1654 als Sohn von Melchior Steiner, ein bedeutender Salzhändler, und Margaretha Sulzer zur Welt. Sein älterer Bruder Johann Steiner war von 1701 bis zu seinem Tod Schultheiss von Winterthur und reichster Einwohner der Stadt. Nach dem Tod seines Vaters baute Hans Georg sein eigenes Geschäft auf und wurde zum bedeutendsten Baumwollfabrikanten der Stadt. 1717 beschäftigt er 52 von 80 in Winterthur arbeitenden Kämblern und besass 13 Öfen zum Trocknen der Wolle und war damit eine der steuerkräftigsten Personen der Stadt.
Steiner wurde 1703 Grossrat von Winterthur. Als sein Bruder 1721 verstarb, kam es zu einer der wenigen Kampfwahlen bei der Schulthessenwahl in Winterthur. Dabei unterlag der Stadtschreiber Hans Ulrich Hegner. Steiner, der damit neu Schultheiss  von Winterthur wurde und auch Winterthurer Amtsmann von Hinwil wurde. Bereits zur Amtszeit seines Bruders verbot die Stadt Zürich Winterthur den Handel mit Seide und schränkte die Baumwollindustrie auf die Rohverarbeitung der Wolle ein. Da Hans Georg Steiner darin eine Verletzung der im Stadtrecht und bei der Pfändung garantierten Wirtschaftsfreiheit von Winterthur sah, liess er von der Universität Leipzig und der Universität Altdorf bei Nürnberg Gutachten anfertigen, die die Winterthurer Positionen in diesem Streit verteidigten. Auch verteilte die Stadt Flugblätter in der Landschaft zu diesem Thema und machte so Stimmung für sich. Daraufhin drohte Zürich mit einem militärischen Schlag gegen Winterthur, sollte sich die Stadt nicht den Forderungen fügen. Seitens von Zürich wurden zudem ungerechtfertigte Mutmassungen angestellt, dass Steiner Kontakte zum Haus Habsburg knüpfen würde.
Im Januar 1723 eskalierte der Streit schliesslich in der Verhaftung von Steiner durch Zürich in Töss aus einem Hinterhalt. Steiner wurde daraufhin eine längere Zeit von Zürich inhaftiert und man versuchte, ihm eine Bestechung durch Oberstleutnant Schram von Stockach nachzuweisen, was jedoch nicht gelang. Trotz allem wurde er zu einer Busse von 500 Pfund verurteilt. Zürich nutzte bei diesem Manöver auch die Feindseligkeiten der Familie Hegner und Heinrich Bürkli gegen Steiner aus. Die Auseinandersetzung hatte in ihrer Schärfe unter anderem zur Konsequenz, dass Zürich die in Winterthur und Töss stationierten Amtsmänner sowie den Landvogt zu Kyburg anwies, ein Auge auf die Stadt zu werfen. Auch ist diese Eskalation als eine Machtdemonstration der Hauptstadt zu sehen, die versuchte Winterthur nicht zu mächtig werden zu lassen.